# Nguyễn Thị Thật
Nguyễn Thị Thật, née le 6 mars 1993 à Long Xuyen, dans le delta du Mekong, est une coureuse cycliste vietnamienne. Après avoir couru pour Lotto Soudal Ladies en 2019-2020, elle rejoint, pour la saison 2023,  Israel-Premier Tech Roland.

## Biographie
Elle est nommée porte-drapeau de la délégation du Viêt Nam aux Jeux olympiques d'été de 2024 à Paris en compagnie du joueur de badminton Lê Đức Phát (zh).

## Palmarès

### Par années
- 2013
  -  Médaillée de bronze de la course en ligne aux Jeux d'Asie du Sud-Est
- 2014
  -  Médaillée d'argent de la course en ligne aux Jeux asiatiques
- 2015
  -  Médaillée d'or de la course en ligne aux Jeux d'Asie du Sud-Est
  - 1re étape  du Tour de Thaïlande
  - 3e du Tour de Thaïlande
- 2017
  -  Médaillée d'or de la course en ligne aux Jeux d'Asie du Sud-Est
  - 1re et 2e étapes du Tour de Thaïlande
  - 2e du  Tour de Thaïlande
- 2018
  -  Médaillée d'or de la course en ligne aux championnats d'Asie
  - 2e étape du Tour de Thaïlande
  - Dwars door de Westhoek
  - 2e du Grand Prix de Chambéry
  - 3e du GP Sofie Goos
- 2019
  -  Médaillée d'or de la course en ligne aux Jeux d'Asie du Sud-Est
  - Tour de l'île de Zhoushan I
  - Grand Prix de Fourmies
  - 2e de la Erondegemse Pijl
  - 3e du Tour de la Communauté valencienne
- 2022
  -  Championne d'Asie sur route
  -  Médaillée d'or de la course en ligne aux Jeux d'Asie du Sud-Est
  -  Médaillée d'argent du critérium des Jeux d'Asie du Sud-Est
- 2023
  -  Championne d'Asie sur route
  -  Médaillée d'or de la course en ligne des Jeux d'Asie du Sud-Est
  - 2e étape du Tour de Thaïlande
  -  Médaillée d'argent du critérium des Jeux d'Asie du Sud-Est
- 2024
  - 1re et 2e étapes du Tour de Thaïlande
  - 2e du Tour de Thaïlande
- 2025
  - 5e et 6e étapes de la Biwase Cup
  -  Médaillée d'argent du championnat d'Asie sur route

### Résultats sur les grands tours

#### Tour d'Italie
2 participations : 
- 2023 : abandon (8e étape)
- 2024 : abandon (7e étape)

### Classements mondiaux
| Année                                 | 2012 | 2013 | 2014 | 2015 | 2016 | 2017 | 2018 | 2019 | 2020 | 2021 | 2022 | 2023 | 2024 |
| ------------------------------------- | ---- | ---- | ---- | ---- | ---- | ---- | ---- | ---- | ---- | ---- | ---- | ---- | ---- |
| Classement UCI                        | 416e | 181e | 212e | 143e | nc   | 78e  | 39e  | 134e | nc   | nc   | 123e | 80e  | 126e |
| UCI World Tour                        |      |      |      |      | nc   | nc   | nc   | 188e | nc   | nc   | nc   | 214e | nc   |
|                                       |      |      |      |      |      |      |      |      |      |      |      |      |      |
| Légende : nc = non classéSource : UCI |      |      |      |      |      |      |      |      |      |      |      |      |      |